# Ecorregión terrestre chaco árido
La ecorregión terrestre chaco árido (en inglés Arid Chaco) (NT0701) es una georregión ecológica situada en las llanuras y sierras del centro-oeste de América del Sur. Se la incluye entre los pastizales, sabanas, y matorrales tropicales y subtropicales del neotrópico de la ecozona Neotropical.

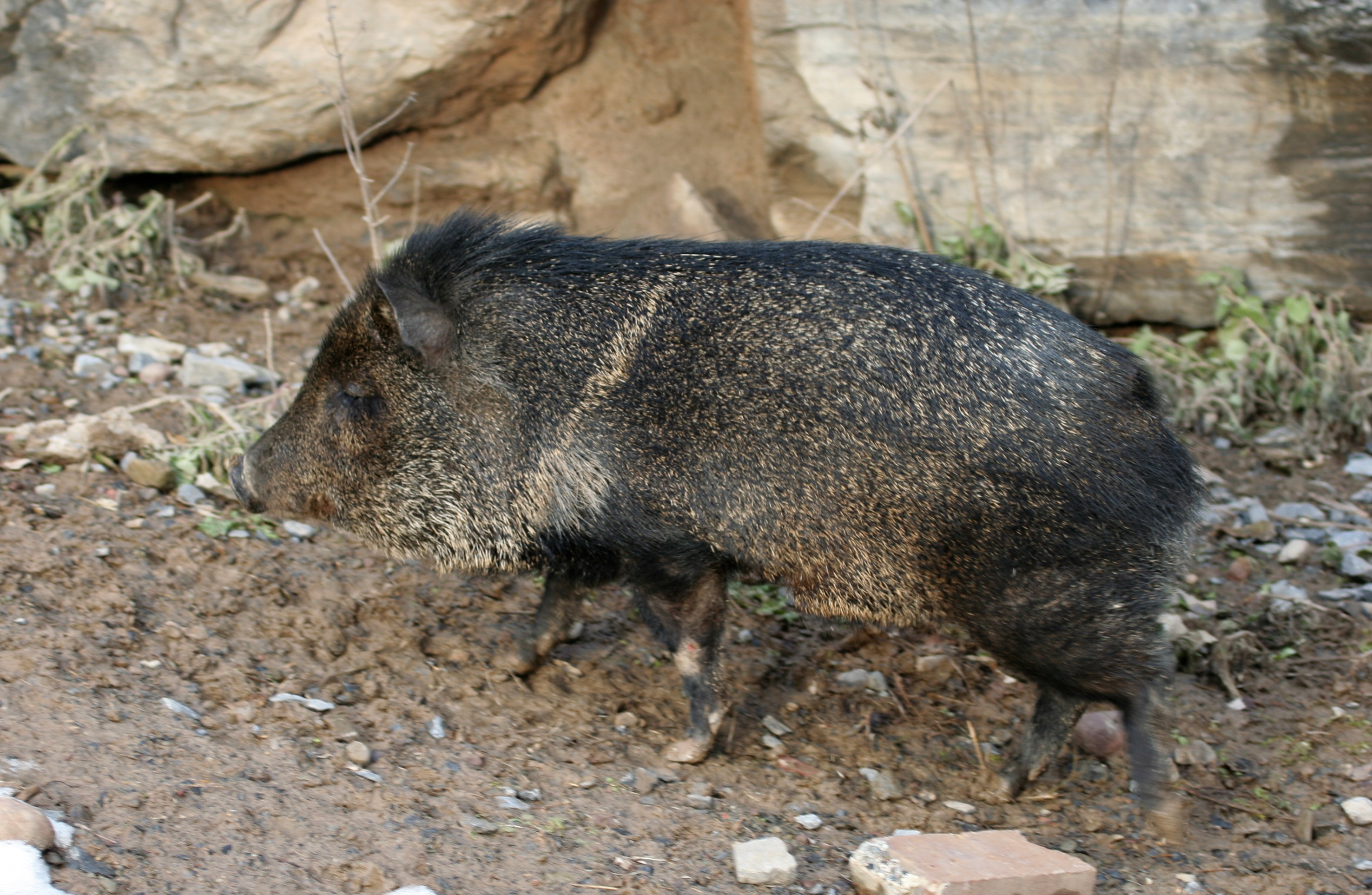
El pecarí de collar es un mamífero aún presente en esta ecorregión.

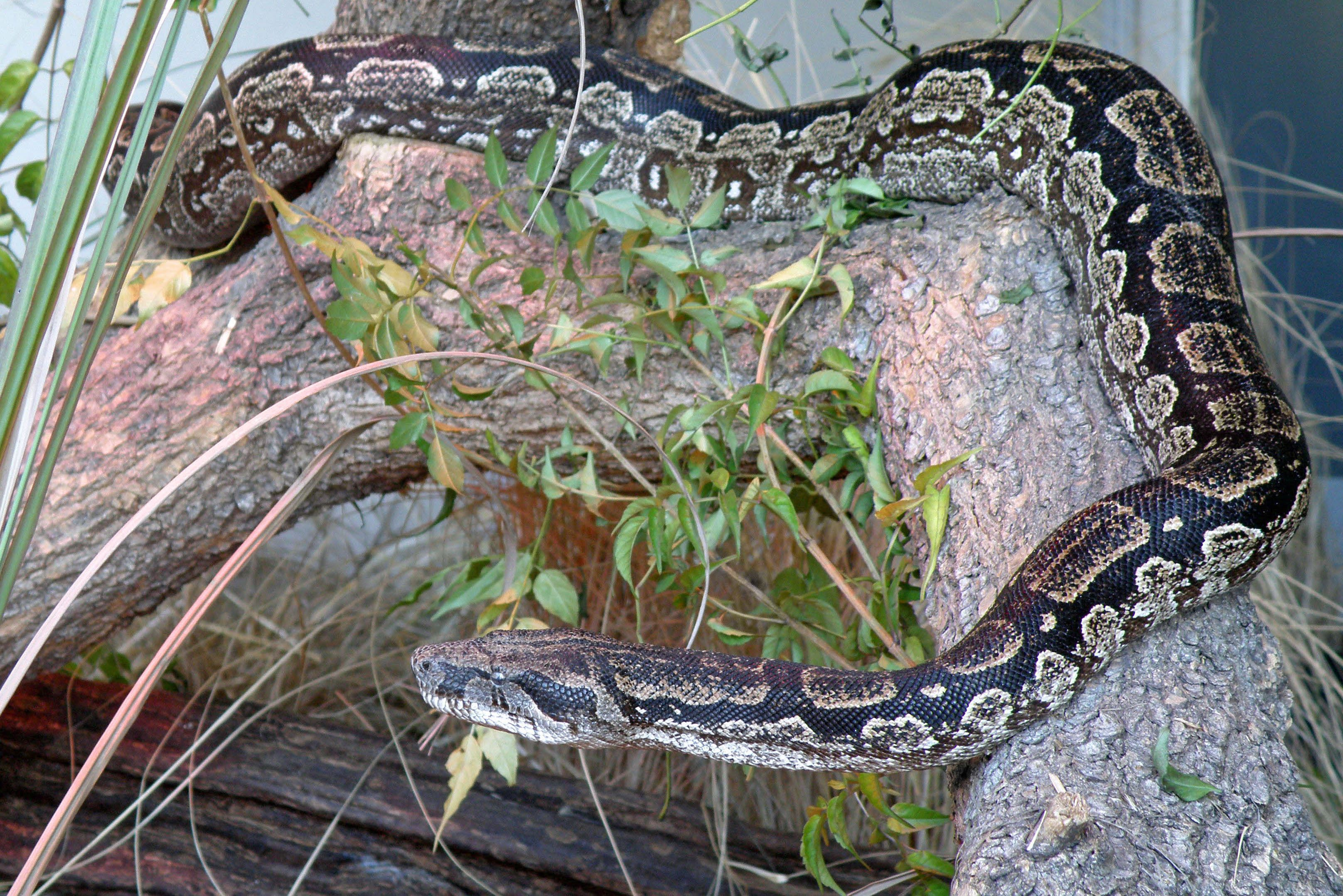
La lampalagua es un enorme ofidio característico de esta ecorregión.

## Distribución

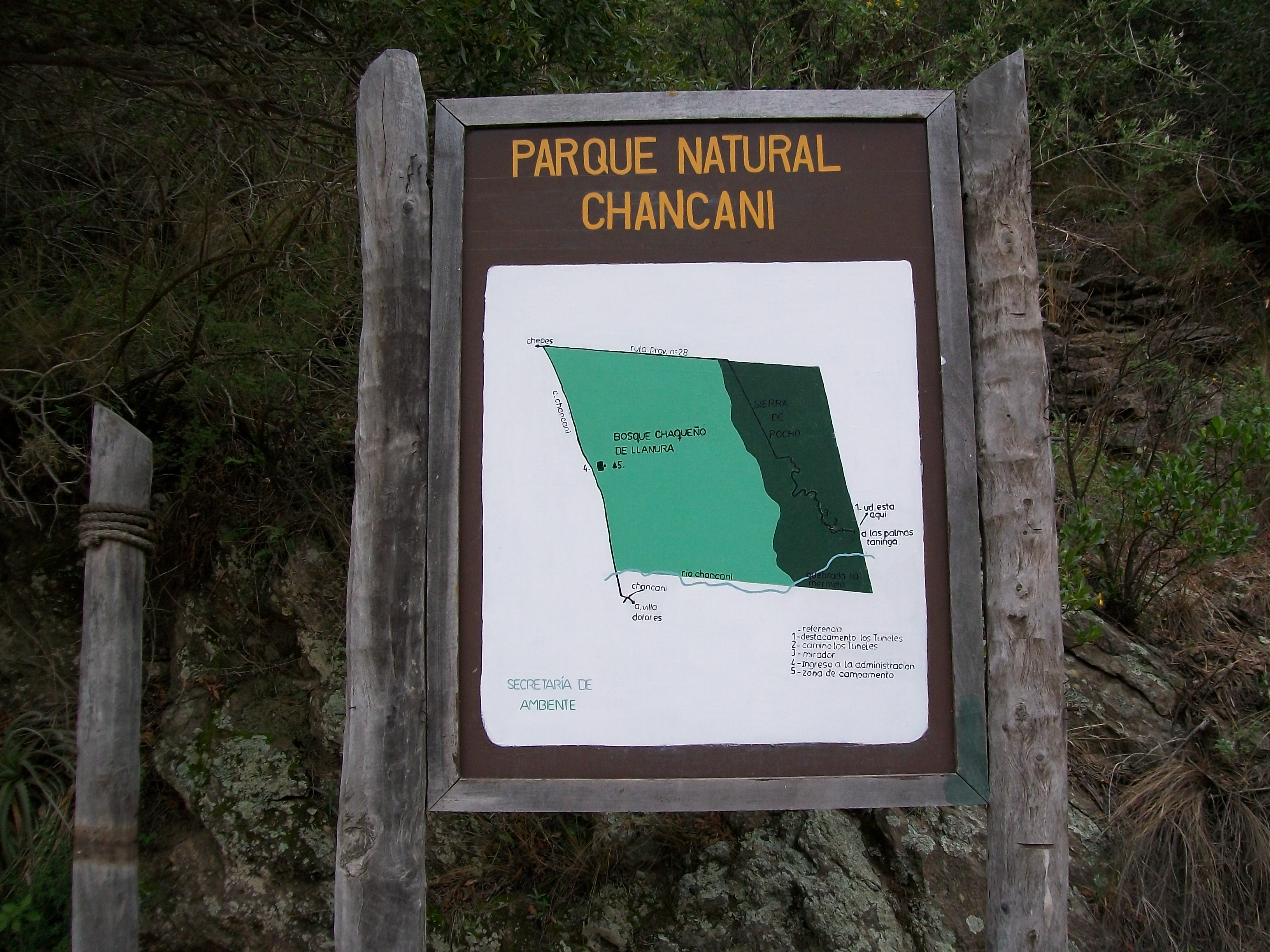
El parque y reserva natural Chancaní, en el departamento Pocho provincia de Córdoba, Argentina, es el área protegida más conocida de esta ecorregión.

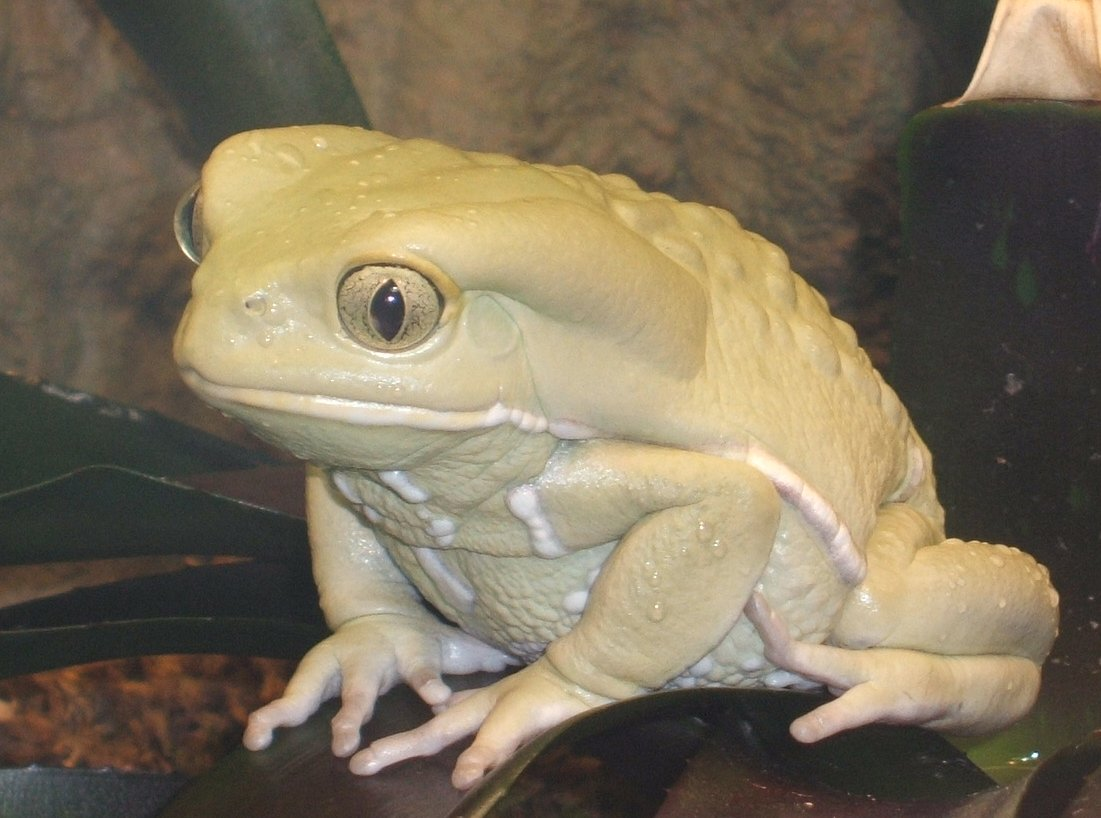
La rana mono encerada, es una especie de anfibio característica de esta ecorregión.

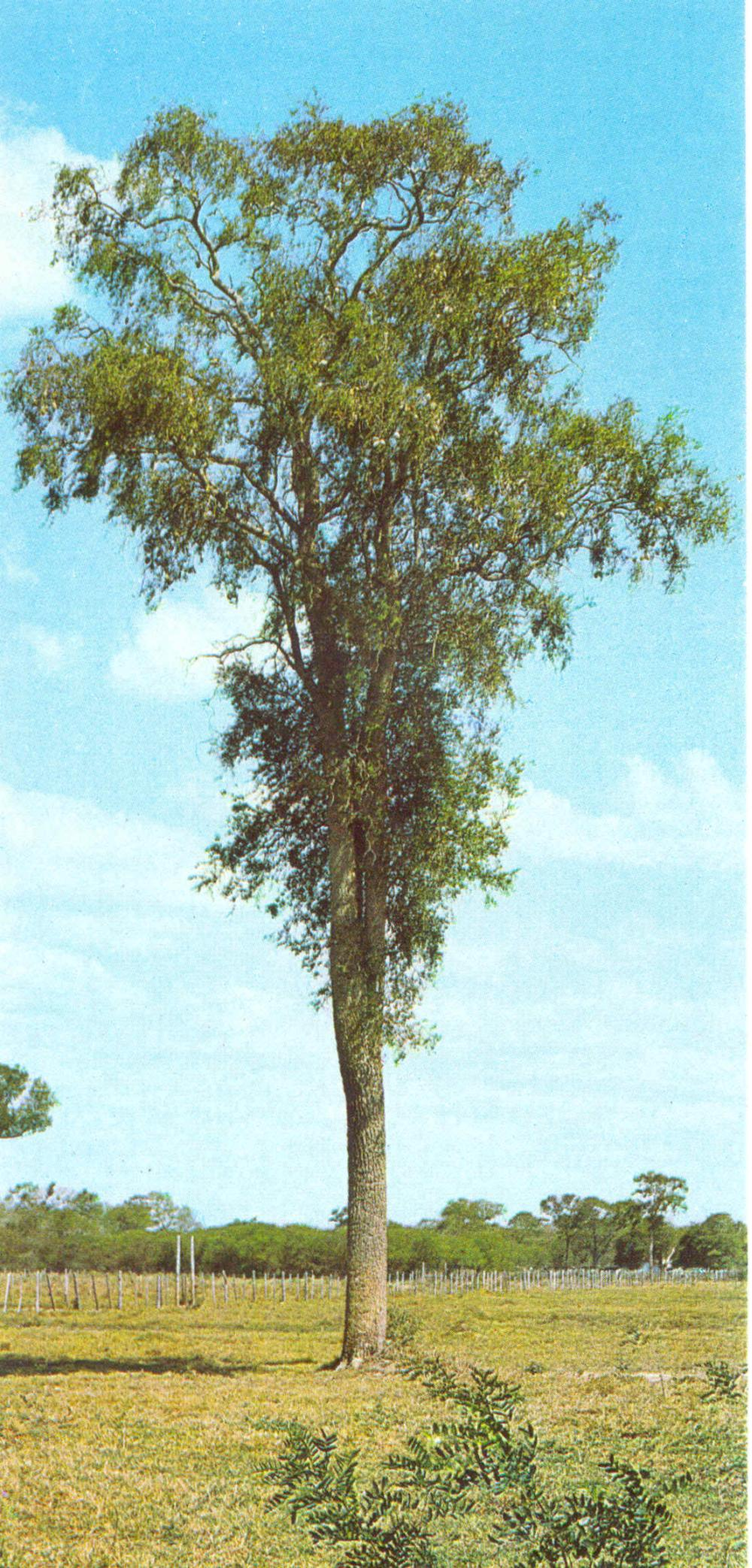
el quebracho blanco, especie característica de la ecorregión chaco árido.

Se distribuye de manera exclusiva en el centro oeste de la Argentina, en el este de Catamarca, este de La Rioja, este de San Juan, sudoeste de Santiago del Estero, norte de San Luis, y oeste y noroeste de Córdoba.

## Características geográficas
Esta ecorregión semiárida cubre las llanuras interserranas. Los suelos en las llanuras se presentan profundos, con contenido de materia orgánica medio a escaso, compuestos por materiales finos y arenas, como resultado de los aportes eólicos, junto a los de origen aluvial y fluvial, vinculados al gran aporte de materiales provenientes del sector montañoso andino.  
En toda la región la salinidad está casi siempre presente en alguna capa o napa del suelo, y a veces se manifiesta desde la superficie generando amplios sectores ocupados por salinas.

## Características biológicas

### Flora
Fitogeográficamente esta ecorregión semiárida está definida por el distrito fitogeográfico chaqueño árido de la provincia fitogeográfica chaqueña. 
Dominan en el dosel distintas especies de algarrobos junto con el quebracho blanco y la jarilla. 

### Fauna
Esta ecorregión comparte muchas especies exclusivas con la ecorregión terrestre chaco occidental. 
Mamíferos
Se presentan numerosas especies de mamíferos; muchos de ellos están amenazados. Si bien está extinto el yaguareté austral, aún presentan poblaciones el puma argentino, el pecarí de collar, corzuela parda, conejo de los palos, vizcacha, mataco bola, guanaco austral (Lama guanicoe guanicoe), etc.  
Aves
Entre sus especies de aves destacan algunas amenazadas, por ejemplo el águila coronada, el loro hablador chaqueño, el ñandú, la chuña de patas negras, la charata, la martineta común, etc.
Entre las aves de la ecorregión se encuentra una especie endémica: la monjita salinera.
Reptiles
Entre las especies de reptiles, la más llamativa es la enorme boa de las vizcacheras o lampalagua. También se encuentra el gran lagarto colorado,  y peligrosos ofidios venenosos, como la víbora de cascabel, y yararáes. 
Anfibios
Entre las especies de anfibios características se encuentran la rana mono encerada y el escuerzo llanisto, etc.